# Ragle Glacier
Ragle Glacier är en glaciär i Antarktis. Den ligger i Västantarktis. Inget land gör anspråk på området. Ragle Glacier ligger 296 meter över havet.
Terrängen runt Ragle Glacier är kuperad åt sydost, men åt nordväst är den platt. Trakten är obefolkad. Det finns inga samhällen i närheten. 